# Etica Vie
Expresia Etica Vie (ru. Живая Этика, engl. Living Ethics, germ. Lebendige Ethic, fr. Ethique de Vie) are și a doua formulă echivalentă, utilizată însă mai rar - Agni Yoga (Agni-Yoga) (engleză, Agni Yoga) – aceasta fiind o învățătură etico-filosofică care înglobează toate aspectele existenței umane - de la problemele cosmologice până la cele ce țin de viața de toate zilele a omului - fondată în baza cărților scrise în prima jumătate a sec. XX de către soții Elena și Nicolai Roerich în colaborare cu Învățătorii din Orient.

## Primele cărți referitoare la Etica Vie

### Cărțile Eticii Vii, locul și anul apariției lor
1. "Frunzele din grădina lui Moria. Chemarea". Paris, 1921
2. "Frunzele din grădina lui Moria. Luminarea", Paris, 1924
3. "Comuna" ("Comunitatea"), Urga (Ulan-Bator), 1926
4. "Agni Yoga", Paris, 1929
5. "Infinitul" , partea I, Paris, 1933
6. "Infinitul" , partea II, Paris, 1934
7. "Ierarhia", Paris, 1931
8. "Inima", Paris, 1932
9. "Lumea înflăcărată", partea I, Paris, 1933
10. "Lumea înflăcărată", partea II, Riga, 1934
11. "Lumea înflăcărată", partea III, Riga, 1935
12. "Aum", Riga, 1936
13. "Frăția”, Riga, 1937
14. "Lumea de deasupra pământului". Manuscris ce conține 955 de paragrafe, pentru întâia oară editat abia la începutul anilor '90 ai secolului trecut.

### Există și completări ale învățăturii Etica Vie
1. "Criptogramele Orientului" - această carte conține apocrifii despre Marii Învățători
2. "Îndrumare pentru Conducător"
3. Scrisorile Elenei Roerich - acestea sunt folosite ca material explicativ la cărțile de bază ale Învățăturii Eticii Vii
4. "Fațetele Agni Yoga"
5. "În pragul unei Lumi Noi"

## Principiile de bază ale învățăturii Eticii Vii
I

Potrivit Eticii Vii, cosmosul înglobează universuri manifestate și nemanifestate. El este nemărginit în spațiu și veșnic în timp.
Universul este o structură energetică unitară. Toate componentele ei, inclusiv omul, exercită o acțiune reciprocă în schimbul informațional energetic, care este considerat drept una din forțele motrice ale evoluției cosmice. La baza Universului se află materia, în a cărei noțiune sunt incluse atât forme studiate de știința contemporană, cât și forme mai subtile, deocamdată necunoscute științelor.
În cosmos, în rezultatul existenței și dezvoltării unor diferite stări ale materiei cu un variat număr de dimensiuni, se formează diverse lumi.
Universul (Cosmosul) se dezvoltă (evoluează) potrivit legilor cosmice. La această evoluție participă Rațiunea Cosmică, a cărei componentă e și omenirea de pe Pământ. Anume de aceea studierea legilor cosmice este o sarcină importantă a omenirii.
Etica Vie afirmă că "omul este cel mai puternic transformator al forțelor cosmice", că el este "o parte (componentă) a energiei cosmice, o parte a stihiilor, o parte a Rațiunii Cosmice, o parte a conștiinței materiei superioare".
II
Seria "Stindardele Orientului"

Nicolai Constantinovici Roerich
]]
 
Principala sarcină a evoluției constă în înnobilarea (spiritualizarea) materiei prin rafinarea energeticii ei. Materia e rafinată de spirit, care este o energetică fină, de o înaltă vibrație. Materia este spirit cristalizat, spiritul este materie sublimată. În Univers, el ocupă o poziție dominantă și apare în calitate de temelie a creației cosmice.
Ca structură energetică, omul nu numai că este o parte (componentă) a cosmosului, dar îl și poartă în lumea sa interioară. Ceea ce îi dă omului posibilitatea ca prin intermediul energeticii spiritului său să influențeze creația evolutivă a cosmosului.
"...în fiecare proces creator (creație) este necesară participarea energiilor omului ca purtător al principiilor supreme (superioare) ale Cosmosului».. 
Perfecționând natura sa materială și spirituală, relațiile între oameni și atitudinea față de natură, omul se manifestă ca un subiect activ al evoluției. Principalul mijloc al unei asemenea desăvârșiri îl constituie energia psihică - baza substanțială a tuturor manifestărilor psihice ale omului, aceasta având un caracter universal.[2] În legătură cu aceasta, E.I. Roerich scrie că
"toate energiile, toate elementele provin dintr-o energie atotîncepătoare unică sau dintr-un singur element - Focul, de aceea și se vorbește despre UNITATEA a tot și a toate, despre UN SINGUR ÎNCEPUT din care a apărut UNIVERSUL».
Energia începutului a toate este inepuizabilă în rezervele sale, formele ei sunt variate. Pentru om, această energie nu este nici "bună", nici "rea", pentru că însuși omul o poate folosi în scopul de a face bine, dar și în scopul de a face rău.
III
Etica Vie cercetează influența (acțiunea) energiei gândului omului asupra spațiului înconjurător. Această influență este determinată de motivele morale (etice) ale activității omului și măsurii în care acestea corespund ideii binelui general. Ea poate fi atât pozitivă, constructivă, creatoare, cât și negativă, distructivă, anticulturală.
"În numele unei bune colaborări pentru o nouă treaptă, este absolut necesar de a însuși importanța gândului. <...> Doar întreg Cosmosul se menține pe gând (rațiune)! Tot binele, toată distrugerea se întemeiază pe gând (rațiune). Gândul aduce viață, gândul aduce moartea! Când oare se va cunoaște acest lucru? În Cosmos nu există o pârghie mai puternică decât gândul saturat cu energie psihică".
Nicolai Constantinovici Roerich
]]
 
Etica Vie examinează orice fenomen pământesc din punct de vedere al interacțiunii spiritului cu materia, a energeticii acestei interacțiuni. Aceasta dă posibilitatea de a identifica (releva, constata) sensul real al fenomenului și a stabili legăturile cauzale. Omul - prin gândurile, dorințele și acțiunile sale – condiționează el însuși principalele etape (jaloane) importante ale viitoarei sale vieți. Potivit Eticii Vii, încălcarea de către omenire a legilor Cosmosului a adus-o într-un impas. Și acest impas ne amenință cu distrugerea planetei.
IV 
În Etica Vie este pe larg abordată problema Culturii ca mijloc de salvare a planetei de viitoarele cataclisme. Cultura este tratată ca un sistem de autoorganizare a spiritului, care e legată de componenta energiei subtile (rafinate, fine) (spirituale) a omului.[13] Potrivit Eticii Vii, Dragostea și Frumusețea care apar în spațiul Culturii constituie pilonii evoluției și determină calitatea ei. Lipsa unuia dintre acești piloni întrerupe evoluția cosmică și schimbă procesul în involuție. Anume de aceea e necesar ca omenirea să tindă spre autodesăvârșirea spirituală, spre lărgirea conștiinței și făurirea culturii. Este important ca patrimoniul cultural al tuturor popoarelor de pe Pământ să fie păstrat și îmbogățit.
V
De procesul lărgirii conștiinței și a evoluției omenirii este strâns legată una din principalele condiții ale sistemului de cunoaștere a Eticii Vii - "Învățător - discipol" - un principiu cunoscut încă din spațiul culturii și filozofiei Orientului antic. În metodologia Eticii Vii, acest, cel mai important, principiu este lărgit până la dimensiuni universale și, în procesul evoluției, este considerat un principiu cosmic de studiere și cunoaștere, fără de care este imposibil orice mers înainte al omenirii. Dacă în antichitate Învățătorul apărea ca un erou mitologic cultural, în teoria modernă de cunoaștere el este prezentat ca unul dintre Ierarhii cosmici, care influențează procesele evolutive. Acest lanț ierarhic - "Învățător - discipol" - se compune din numeroase verigi, care trec din una în alta și se duc (pleacă) în Infinit, însă lanțul are și partea lui terestră - Învățători pământeni și discipoli pământeni. Iar omul este inclus în lanțul Ierarhiei cosmice, fără de a cărei creație spirituală nu ar fi posibilă nici evoluția Cosmosului, nici dezvoltarea omenirii.
VI 
Dând o mare importanță religiei în istoria societății umane, la etapa contemporană Etica Vie acordă rolul de bază unei asemenea forme de cunoaștere, cum este știința.
"Știința trebuie să consolideze căile spre cunoașterea supremă. A venit timpul când simbolurile antice ale cunoașterii trebuie să se transforme în formule științifice". 

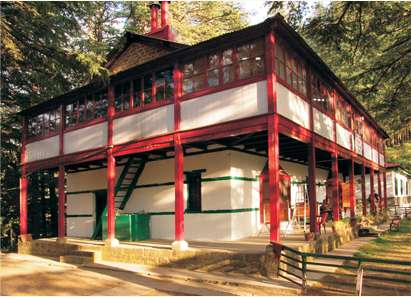
Institutul de cercetări "Urusvati" din Himalaya, întemeiat de familia Roerich în India, în anul 1928

Concepția Eticii Vii cu privire la univers și la om presupune în viitor o explicație științifică a tuturor fenomenelor din Univers. Fenomenele care deocamdată nu pot fi explicate din punct de vedere științific neapărat vor avea o interpretare științifică, iar esența lor va fi descoperită în procesul de cunoaștere. Potrivit Eticii Vii, domeniul științei nu se poate limita la studierea doar a obiectelor biologice, ea trebuie să cerceteze fenomenele psihice și spirituale, cum sunt sufletul, conștiința, gândul, energia psihică, problema nemuririi și a sensului vieții, care anterior erau atribuite domeniului religiei. "Știința trebuie să ducă mai larg spre cunoașterea nemărginită". Această idee a Eticii Vii este asemănătoare cu programul lui Teyare de Chardin, care considera că "interpretarea satisfăcătoare a universului, chiar și una pozitivă, trebuie să cuprindă nu numai partea exterioară a lucrurilor, ci și pe cea interioară, nu numai materia, ci și spiritul. Adevărata fizică e aceea care îl va putea include pe omul multilateral într-o idee integră despre lume"». Etica Vie afirmă că, pentru a-și îndeplini rolul său, știința trebuie să suporte schimbări esențiale, debarasându-se de dogme, devenind mai deschisă și mai inspirată. De asemenea, ea trebuie să aibă un caracter moral, să fie imparțială și să accepte diferite forme de cunoaștere. E necesar ca noua știință să folosească realizările spirituale ale culturii umane. Ea trebuie să aplice un nou nivel de studiere a fenomenelor subtile, care necesită explicații științifice și practică științifică. În calitate de metodă științifică principală Etica Vie vede cunoașterea prin experiență.
«Viitorul univers, universul suprem, va veni luminat de raze de laborator. Laboratoarele vor demonstra prioritatea energiei supreme și nu numai că vor stabili superioritatea energiei psihice a omului asupra tuturor altor energii cunoscute până acum, ci și vor face evidentă diferența dintre ele în ceea ce privește calitatea ei și, în acest mod, importanța spiritualității va fi stabilită pe deplin. Tehnica va fi supusă spiritului, astfel că va deveni posibilă cunoașterea legilor supreme și, totodată, cunoașterea scopurilor supreme, ceea ce va conduce la transformarea în totalitate a naturii materiale. Schimbarea naturii și schimbarea spiritului poporului vor inspira (dicta) și noi forme, mai bune, de organizare a vieții» .
VII
Potrivit Eticii Vii, cea mai importantă sarcină a evoluției la actuala etapă este trecerea de la dușmănie, confruntare și separatism la conciliere, unire și colaborare. E necesar ca omenirea să tindă spre egalitatea tuturor popoarelor, indiferent de sex, naționalitate, deosebiri de rasă ori sociale. În toate domeniile de activitate trebuie să prevaleze principiul moral. Fără dezrădăcinarea ignoranței (inculturii) și a imperfecțiunii este imposibil de a stabili o viață echitabilă pe Pământ. De aceea fiecare om trebuie să tindă spre perfecționare: să se izbăvească de respectarea doar a propriei persoane, de egoism (în toate aspectele lui), să promoveze spiritul de sacrificiu și toleranța în relațiile dintre oameni. În acest proces, este necesar ca omul să-și îndeplinească datoria față de familie, față de țară, față de întreaga omenire și să acționeze în numele binelui tuturor. Nu se cuvine să te îndepărtezi de lume, de oameni, să te închizi în sine. Etica Vie promovează o poziție de viață activă a fiecărui membru al societății.
Nicolai Constantinovici Roerich
]]
 
VIII
Epoca ce vine Etica Vie o numește Epoca Femeii. Femeii îi revine să joace un rol important în procesul de statornicire a unei societăți cu un înalt nivel de cultură. Ea trebuie să-și conștientizeze predestinarea cosmică, să restabilească drepturile sale încălcate, să introducă în lume principiile dragostei, înțelegerii (concordiei) și ale înaltei spiritualități.
"Timpul care vine trebuie din nou să-i ofere femeii un loc la cârma vieții, un loc alături de bărbat, veșnicul ei conlucrător. Doar toată măreția Cosmosului se bazează pe aceste două Origini. Temelia Vieții este măreția a două Origini. Și atunci, cum s-ar putea ca unul din ele să fie diminuat? Cauza tuturor nenorocirilor de acum și din viitor, precum și cataclismele cosmice sunt cauzate de înjosirea femeii»..
"Bineînțeles, principalul stimulent pentru descătușarea (dezrobirea) conștiinței femeii și a stării ei de supușenie va deveni noua educație. Ea de timpuriu va pune fundamentul înțelegerii principiilor de viață, a destinației omului în lume și prin aceasta va da gândirii o nouă orientare, ceea ce va rezulta lărgirea orizontului în toate domeniile vieții. Și doar atunci va fi posibilă dezrădăcinarea multor deprinderi și superstiții păgubitoare, care au devenit obicei, precum și a unor scopuri și ocupații dintre cele mai vulgare, care sunt cel mai mare rău și din a căror cauză astăzi are loc sminteala și decăderea în masă a societății".. 
IX

 Nicolai Constantinovici Roerich ]]
Potrivit Eticii Vii, cele mai importante mijloace de perfecționare sunt ucenicia (instruirea, învățarea) continuă și munca. Este necesar ca omul să cunoască cultura trecutului și a prezentului, realizările științei, să studieze lumea înconjurătoare și pe sine însuși. Munca trebuie să fie benevolă, creatoare, încordată, dar după puteri. Un rol important i se atribuie calității muncii. În procesul unei munci conștientizate, făcute într-un anumit scop și cu o bună calitate, se dezvoltă energia psihică a omului, care conduce la dezvoltarea formelor superioare de conștiință, cum ar fi cunoașterea-directă și înțelepciunea-în-spirit. O manifestare parțială a acestora sunt intuiția și luminarea. În Etica Vie este indicată calea firească de dezvoltare a energiei psihice. Aceasta e calea inimii, dragostei și muncii. Pe această cale, omul trebuie să-și purifice gândirea sa, să-și dezvolte sentimentele și gândurile înalte prin comunicarea cu arta și permanenta aspirație sinceră spre Lumină.
X
„Etica Vie este deschisă pentru toți, însă ea nu se impune nimănui. Ea se pronunță contra tuturor formelor de misionarism. "Ușile spre Cunoaștere sunt larg deschise, însă doritorul poate intra doar din propria dorință".

## Conferințe științifice

### "Concepția cosmică despre lume - o nouă gândire a secolului XXI"
De la 9 până la 11 octombrie 2003, la Moscova, în Centrul-Muzeu "Roerich", a avut loc ședința plenară de încheiere a Conferinței științifice internaționale "Concepția cosmică despre lume - o nouă gândire a secolului XXI".
Organizatorii conferinței: Centrul-Muzeu Internațional "Roerich", Academia de Științe ale Naturii din Rusia, Academia de Cosmonautică "C.E. Țiolkovski" din Rusia cu sprijinul Federației Cosmonauticii din Rusia, a Asociației internaționale a fondurilor păcii, a Institutului de Istorie a Științelor Naturii și Tehnicii "S.I. Vavilov" al Academiei de Științe a Rusiei, a Consiliului Central al Societății de protecție a monumentelor de istorie și cultură, a Ligii internaționale de protecție a culturii, a Fondului culturii din Rusia, a Universității Umanitare Moderne, a Agenției aviacosmice din Rusia.
La lucrările secțiilor și ale ședinței plenare au participat mai mult de 900 de persoane. Printre acestea: 13 academicieni, 87 de doctori în științe și profesori, 39 de candidați în științe. Au fost prezentate 125 de referate, dintre care 20 - la ședința plenară. De rând cu savanții din Rusia, au participat savanți din țările CSI și Țările Baltice, precum și din Bulgaria, Marea Britanie, Germania, India, SUA, Italia, Liban, Finlanda.
Cu un cuvânt de salut s-au adresat participanților M.E. Nikolaev, vicepreședintele Consiliului Adunării Federale a Dumei de Stat a FR; V.S. Savciuk - în numele vicepreședintelui Dumei de Stat a FR, G.V.Boos; A.S. Gorelik, durector al Centrului Informațional al ONU la Moscova; B.N. Kantemirov, vicepreședinte al Academiei de Cosmonautică "C.E. Țiolkovski" din Rusia; cosmonautul I.P. Volc, prim-vicepreședinte al Federației de Comsonautică din Rusia; Ș.A. Amonașvili, academician al AȘ din Rusia.
La adresa conferinței au sosit cuvinte de salut din partea lui Filip Keo, director al Biroului UNESCO de la Moscova; A.M. Kadakin, ambasador extraordinar și plenipotențiar în Republica India; E.M. Primakov, academician, deputat în Duma de Stat a FR, Președinte al Camerei de Comerț și Industrie a RF; M.S. Gorbaciov, președinte al Fondului "Gorbaciov"; V.M. Ploskih, vicepreședinte al Academiei Naționale de Științe a Republicii Kârgâzstan; V.I. Nifadiev, rector al Universității Slave Kârgâzo-Ruse; V.V. Kovalionok, președinte al Federației de Cosmonautică din Rusia, precum și din partea altor persoane sus-puse și organizații.

### "Etica Vie și știința"

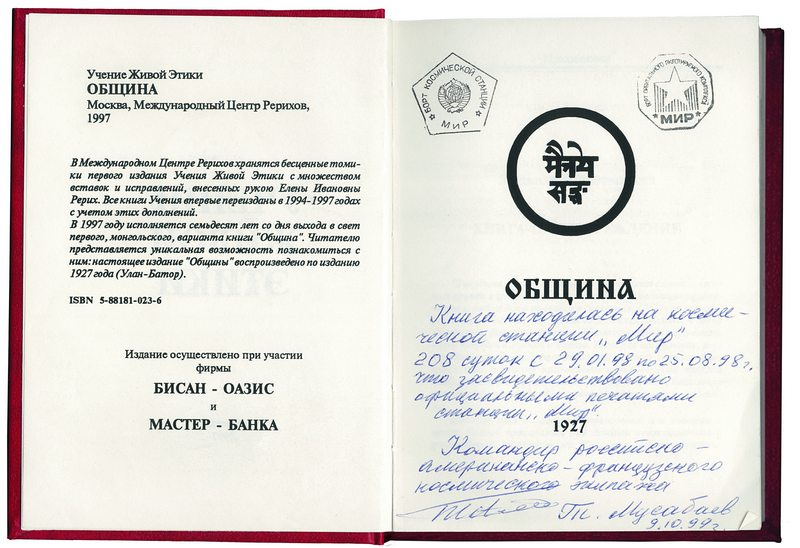
Cartea Învățăturii Etica Vie "Comunitatea", care sa aflat la bordul stației orbitale "Mir"

De la 7 până la 10 octombrie 2007, la Moscova, în Centrul-Muzeu "Roerich", a avut loc Conferința științifico-socială internațională "Etica Vie și știința".
Organizatori: Centrul Internațional "Roerich", Centrul științific unit de cercetare a problemelor gândirii (conștiinței) cosmice, Academia de Instruire din Rusia, Academia de Științe Naturale din Rusia, Academia de Cosmonautică "C.E. Țiolkovski" din Rusia, Liga internațională de protecție a Culturii, Asociația Internațională a fondurilor păcii, Fondul Filantropic (de Binefacere) "Roerich", cu sprijinul Centrului Informațional al ONU la Moscova.
Cu un cuvânt de salut participanților la conferință li s-a adresat Caran Singh, președinte al Consiliului de relații culturale din India; academicianul AȘ a Rusiei, E.P. Celîșev; A.S. Gorelik, director al Centrului Internațional al ONU de la Moscova; V.M. Afanasiev, cosmonaut, Erou al Uniunii Sovietice, președinte al Ligii Internaționale de protecție a Culturii; G.N. Fursei, academician al AȘNR, vicepreședinte al Academiei de Științe Naturale din Rusia; A.S. Koroteev, academician al AȘR, președinte al Academiei de Cosmonautică "K.E. Țiolkovski" din Rusia.
La adresa conferinței au sosit cuvinte de salut din partea ministrului Culturii din Tatarstan, a Comitetului Național IKOM din Bulgaria, Academiei Independente de Știință din Israel, Academiei Naționale de Știință din Republica Kârgâzstan, Universității din Sofia, Institutului de fizică a moleculelor și cristalelor a AȘR și a multor altor organizații.
La lucrările conferinței au participat mai mult de 400 de reprezentanți din 24 de țări ale lumii, dintre care: 7 academicieni, 14 profesori, 22 de doctori în științe, 40 de candidați în științe. De rând cu savanții ruși, la conferință au participat savanți din țările învecinate, precum și din Austria, Bulgaria, Marea Britanie, Germania, Republica Dominicană, Israel, Spania, Italia, Liban, Serbia, Finlanda, Franța, Cehia.
Cei care au luat cuvântul au menționat că Etica Vie este o componentă (parte) a creației culturii și științei mondiale, fără a căror cunoaștere este imposibil de a înțelege în profunzime sensul ei. În referatele lor, participanții la conferință au demonstrat că ideile Eticii Vii intră activ în circuitul științific.
Principalele totaluri (concluzii) ale conferinței, după cum se remarcă în rezoluție, au constat în "descoperirea colosalei importanțe a Eticii Vii, a altor lucrări ale familiei Roerich, a contribuției gânditorilor-cosmiști la formarea unei noi științe însuflețite (inspirate); descoperirea problemelor-cheie în formarea noului sistem de cunoaștere și determinare a căilor posibile de cercetare și soluționare a acestora».

## Premiul Internațional "E.I. Roerich"
„Fondul de binefacere "Elena Roerich", în scopul stimulării cercetărilor științifice, legate de studierea multilateralei moșteniri științifico-filozofice a familiei Roerich, a instituit Premiul Internațional "Roerich". "Premiul se acordă pentru cea mai bună lucrare științifică în domeniul Eticii Vii - a filozofiei Realității Cosmice".

### Oameni de știință și de cultură despre învățătura Etica Vie
A.S. Koroteev, academician al AȘR, președinte al Academiei de Cosmonautică "C.E. Țiolkovski" din Rusia:
Baza teoretică pentru modul de abordare științifică în studierea legilor cosmice, în înțelegerea mersului evoluției cosmice a omenirii, a trăsăturilor caracteristice, a cauzelor și rolului omului în cele mai complexe procese ale ei o oferă filozofia Realității Cosmice, expusă în 14 cărți ale monografiei, cunoscute ca Etica Vie. Această operă a familiei Roerich (în colaborare cu nume până acum necunoscute de noi) prezintă o expunere a principiilor de bază ale noii gândiri - gândirea cosmică. 
A.A. Nikonov, academician al AȘR, președinte al VASHNIL (Academia unională de științe agricole a Letoniei), ministru al Agriculturii din Letonia:
O sursă sigură de norme etice o constituie operele marilor umaniști ai tuturor secolelor și popoarelor, învățătura lui Hristos, viața și activitatea unor asemenea genii ai omenirii cum sunt Lev Tolstoi și Fiodor Dostoevski, Michelangelo și Nicolai Roerich, Mahatma Gandhi și Javarhalal Neru, Serghie Radonej, Maica Tereza și Martin Luther King.
A.L. Ianșin, academician al AȘR, președinte al Academiei de Ecologie din Rusia, consilier al Președintelui Federației Ruse:
Creația familiei Roerich este o nestemată în coroana culturii ruse.
V.M. Ploskih, academician, vicepreședinte al Academiei Naționale de Științe a Republicii Kârgâzstan, director al Institutului Culturilor Mondiale, V.I. Nifadiev, rector al Universității Slave Kârgâzo-Ruse, academician al Academiei Naționale de Științe a Republicii Kârgâzstan:
Un important rol în procesul de reînnoire a gândirii l-au jucat operele eminenților pictori, savanți, filozofi, creatori ai cosmismului în Rusia. Printre acestea, un loc de onoare îl ocupă numele familiei Roerich. Noua paradigmă conceptuală despre lume, gândirea cosmică s-au format ca sistem de cunoaștere, în mare parte întemeindu-se pe fenomenul Eticii Vii - un sistem științifico-filozofic, care unește într-un tot întreg diferite niveluri ale realității: omul și planeta, planeta și cosmosul, microcosmosul și macrocosmosul.
G.N. Fursei, academician și vicepreședinte al AȘNR, vicepreședinte al Ligii Internaționale de Protecție a Culturii:
Etica Vie este o învățătură (doctrină) de înaltă probitate, ce întrunește în sine acele remarcabile cunoștințe care au fost obținute și în știință, și în artă, și în religie. Această sinteză ne însuflețește și ne dă posibilitatea de a privi mai conștient la acea legătură reciprocă între acele lucruri, despre a căror esență am vorbit (etica și moralitatea). 

## Fapte interesante

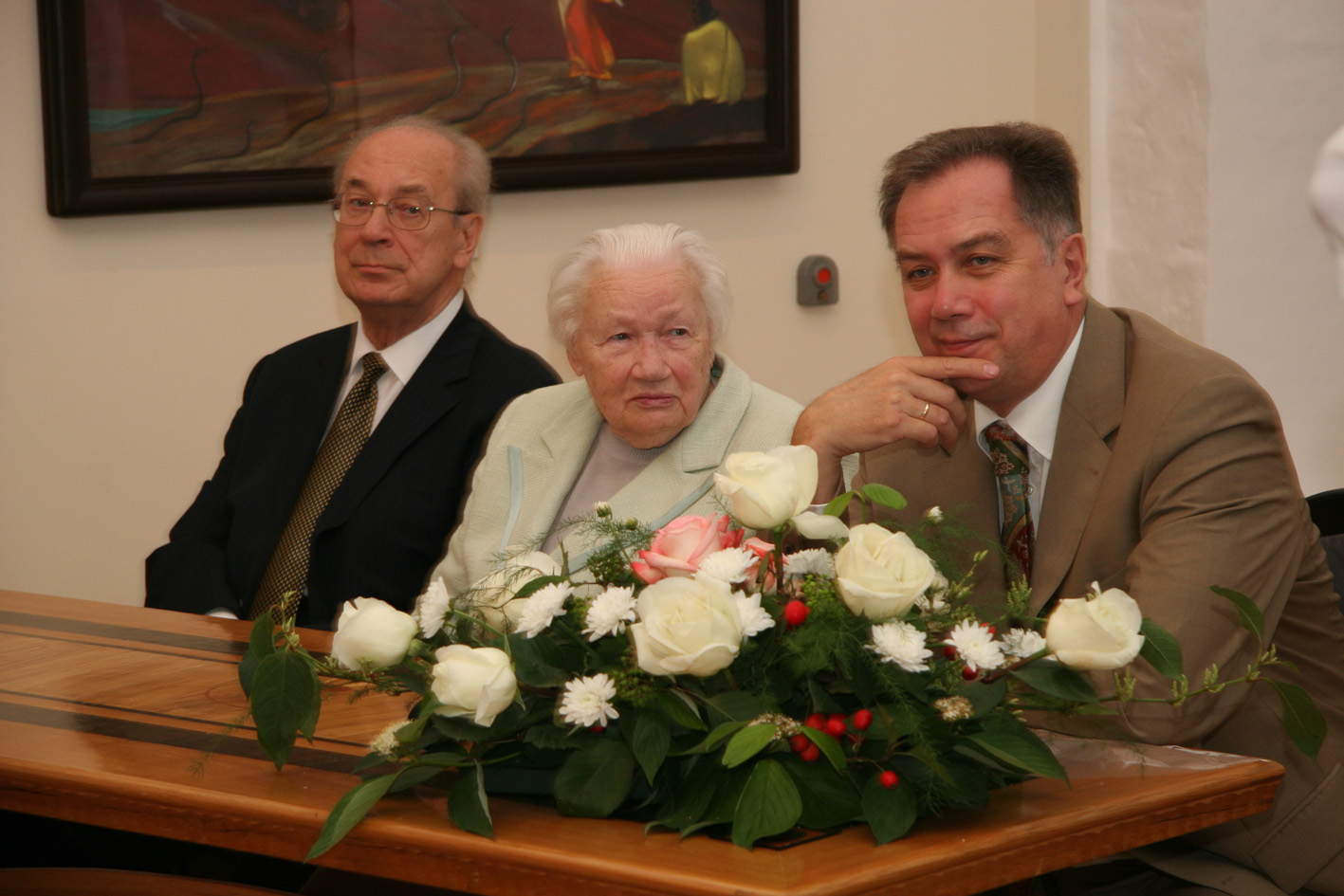
L.V. Șapoșnikova, academician, autor de cărți și articole consacrate Eticii Vii, la ceremonia de decorare cu Ordinul "Drujba".
La stânga - Iu. M. Voronțov, președinte al CIR
La dreapta - A. S. Sokolov, ministru al Culturii și al relațiilor cu masele al Federației Ruse

1. Prima înregistrare a învățăturii Etica Vie a avut loc în Londra la 24 martie 1920. Această zi - 24 martie - este anual marcată de adepții Eticii Vii ca "Ziua Învățătorului". (A se vedea, de exemplu, Ziua Învățătorului în Centrul-Muzeu Internațional "Roerich")
2. Una din cărțile Eticii Vii "Comunitatea" s-a aflat la bordul stației orbitale "Mir" timp de 208 zile și nopți - de la 29 ianuarie până la 25 august 1998. Faptul în cauză este legalizat cu ștampilele oficiale ale stației "Mir" și semnătura comandantului echipajului cosmic ruso-americano-francez, aviatorul-cosmonaut Talgat Musabaev.
3. Cunoscutul savant și scriitor Ivan Efremov a folosit textele învățăturii Eticii Vii în romanul său "Nebuloasa Andromeda", în care descrie societatea viitorului.[33]
4. În prezent, cărțile Eticii Vii sunt traduse în următoarele limbi: engleză, germană, franceză, letonă, bulgară, portugheză, italiană, spaniolă, irlandeză ș.a.
5. În expoziția Centrului-Muzeu Internațional "Roerich" a fost deschisă sala "Etica Vie".
6. În anul 2008, Centrul Internațional "Roerich" a încheiat un Acord de colaborare de creație cu Institutul de Istorie a Științelor Naturii și Tehnicii "S.I. Vavilov" al Academiei de Științe din Rusia (IIȘNT AȘR). Acordul prevede colaborarea într-un larg cerc de probleme legate de cercetări în domeniul științelor rerihoviste, a Eticii Vii și a gândirii cosmice. Inclusiv consultări oferite pretendenților la titlurile științifice de candidat și doctor în științe, primirea și susținerea tezelor de candidat și de doctor în științe rerihoviste și gândire cosmică la consiliile științifice ale IIȘNT.[34]
7. L.V. Șapoșnikova, autor a numeroase cărți, articole și lucrări științifice, consacrate învățăturii Eticii Vii, academician al AȘNR, ACȚR și AER, om emerit în artă din FR, director general al Centrului-Muzeu Internațional "Roerich", pentru contribuția adusă la popularizarea moștenirii familiei Roerich și păstrarea moștenirii culturale, a fost decorată cu multe decorații, inclusiv Ordinul "Drujba".[35], medalia "Dostoinomu" a Academiei de Arte Plastice din Rusia [36], cu o diplomă înmânată de UNESCO pentru importanta contribuție la realizarea programului "Cultura păcii".[36], precum și cu o adeverință cu privire la conferirea numelui "Lyudvasilia" unei mici planete, numită astfel în cinstea ei și înregistrată în catalogul internațional cu numărul 9717.[37].

## Referiri
Organizații și fonduri
- Centrul Internațional "Roerich" (Moscova)
- Fondul de binefacere "E.I.Roerich" (Moscova)

## Video
- „Agni Yoga Web TV (English Channel)”. youtube.com.
- „Agni Yoga: Manu, Hierarchy, Shamballa”. youtube.com.
- „Lewis Keizer. Nicholas and Helena Roerich”. youtube.com.
- „Roerich. The Call of Cosmic Evolution”. youtube.com.
- „Mandala Messages ~ Agni Yoga”. youtube.com.